# Max Rendschmidt
Max Rendschmidt (12 dicembre 1993) è un canoista tedesco.

## Palmarès
- Olimpiadi

Rio de Janeiro 2016: oro nel K2 1000m e nel K4 1000 m.
Tokyo 2020: oro nel K4 500m.
Parigi 2024: oro nel K4 500m.
- Mondiali

Milano 2015: oro nel K2 1000m.
Račice 2017: oro nel K4 500m.
Montemor-o-Velho 2018: oro nel K4 500m e argento nel K1 1000m.
Seghedino 2019: oro nel K4 500m.
- Europei

Račice 2015: oro nel K2 500m e K2 1000m.
Belgrado 2018: argento nel K4 500m e bronzo nel K1 1000m.
- Giochi europei

Minsk 2019: argento nel K4 500m.